# Greek Revival

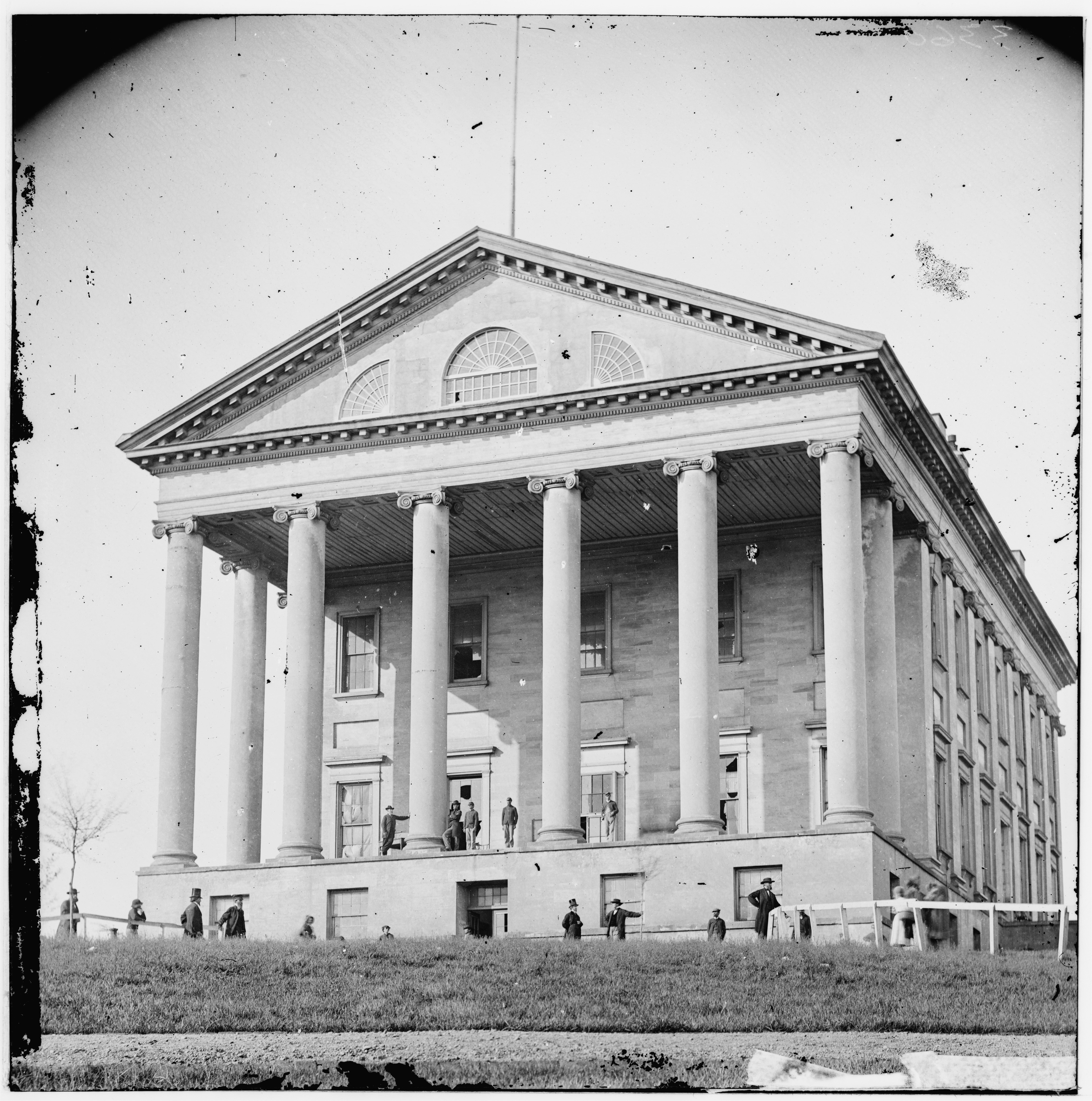
Das Virginia State Capitol (1865), in seiner ursprünglichen Form von 1785

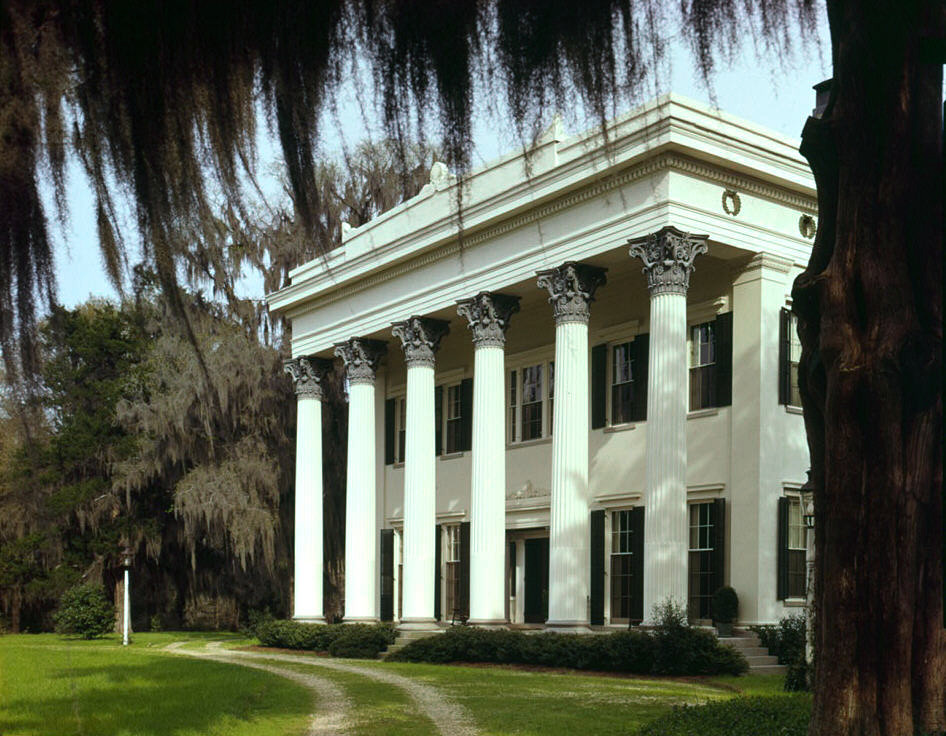
Die um 1840 im Greek-Revival-Stil errichtete Millford Plantation bei Pinewood, Sumter County (South Carolina)

Greek Revival (wörtlich: griechisches Wiederaufleben) ist ein englischer architekturhistorischer Ausdruck, der das Imitieren und Kopieren griechisch-antiker Architekturen und Architekturelemente im 18. und 19. Jahrhundert im Sinne des Klassizismus sowie des Palladianismus britischer Herkunft, bezeichnet. Der Begriff wird im Deutschen entsprechend seiner Entstehung meist für Großbritannien und die USA gebraucht, während er im Englischen auch für den kontinental-europäischen, griechisch inspirierten Klassizismus benutzt wird, etwa das Brandenburger Tor oder die Propyläen (München).
Unter der Prämisse, dass die antike Römische Architektur, zumindest bei Tempeln, im Wesentlichen eine Übernahme der Griechischen Architektur darstellt, existiert eine entsprechende Bezeichnung Roman Revival nicht – der Ausdruck Greek Revival schließt somit griechische sowohl als römische Vorbilder ein. Hingegen wird die Neoromanik als Romanesque Revival oder auch Norman Revival bezeichnet. Auslöser für die Rezeption der griechischen Antike waren die Forschungen und Publikationen des in Rom lebenden Kunsthistorikers Johann Joachim Winckelmann.
Das Greek Rivival erlebte seinen Höhepunkt in England während der Regency-Periode von 1810 bis 1820, nicht nur in London oder auf Landsitzen, sondern vor allem auch in den damals florierenden Badeorten wie den Seebädern oder inländischen Kurorten wie Bath und Cheltenham. Ein führender Architekt war John Soane. Seine Bauwerke unterscheiden sich von denen des rund 80 Jahre älteren palladianischen Stils etwa eines William Kent dadurch, dass Kent die zu findenden traditionellen Formen frei zur Komposition seiner Bauwerke, etwa Chiswick House, verwendete, während Soanes Projekte dagegen wie Muster für den korrekten Gebrauch der Elemente des griechischen Stils wirken.
Eine besondere Ausprägung erfuhr der Stil in den Vereinigten Staaten von Amerika. Aus der britischen Variante der Kolonialarchitektur in Nordamerika, geprägt vom georgianischen Stil sowie dem Palladianismus, entwickelte sich nach dem Amerikanischen Unabhängigkeitskrieg (von 1775 bis 1783) in den Nordstaaten zunächst der klassizistische Federal Style, in den Südstaaten entstand vorbildhaft ab 1785 das Virginia State Capitol, nach einem Entwurf des Gouverneurs (und späteren Präsidenten) Thomas Jefferson sowie des französischen Architekten Charles-Louis Clérisseau; der Bau nahm Bezug auf die römische Maison Carrée im südfranzösischen Nîmes. In der Folge entwickelte  die Antebellum-Architektur im Süden eine besondere Ausprägung. Sie wirkte bis zum Sezessionskrieg 1861 fort und nahm neben Einflüssen des Greek Revival-Klassizismus ab den 1840er Jahren auch solche des Historismus auf (etwa das Tudor Revival). Erhaltene Beispiele aus dem 19. Jahrhundert weisen dort etwa die Städte Charleston (South Carolina) und Natchez (Mississippi) auf, ferner zahlreiche ländliche Plantagenhäuser in den klassischen Agrarstaaten des Südens wie Virginia, North Carolina, South Carolina, Georgia, Alabama, Mississippi, Louisiana. Hier wurde oft Holz als Baumaterial verwendet.
Das erste in den USA erbaute Greek Revival-Gebäude war die Bank of Pennsylvania in Philadelphia, 1798 entworfen von Benjamin Latrobe (1870 abgerissen). Der Stil wurde auch in der Phase des eklektischen Historismus (1880–1940) weiter verwendet, neben zahlreichen anderen Stilen, und findet bisweilen, ebenso wie der georgianische Stil, bis heute Nachahmung im New Urbanism.